# Нойщат ан дер Орла
Нойщат ан дер Орла (на немски: Neustadt an der Orla) е малък град в източна Тюрингия, Германия, с 8237 жители (към 31 декември 2015).
Намира се на рекичката Орла, на 17 km северно от Шлайц и на 25 km югоизточно от Йена.